# Агоре (Асколи Пичено)
Агоре (итал. Agore) насеље је у Италији у округу Асколи Пичено, региону Марке.
Према процени из 2011. у насељу је живело 5 становника. Насеље се налази на надморској висини од 861 м.